# عبدالعزیز البیشی
عبدالعزیز البیشی (عربی: عبد العزيز البيشي؛ زادهٔ ۱۱ مارس ۱۹۹۴) یک ورزشکار اهل عربستان سعودی است.
از باشگاه‌هایی که در آن بازی کرده‌است می‌توان به باشگاه فوتبال الشباب عربستان سعودی اشاره کرد.